# U-25号潜艇 (1936年)
U-25号潜艇（德語：U 25）是纳粹德国战争海军建造的两艘I-A型远洋潜艇（或称U艇）之一。它由不来梅的德意志船舶和机械制造股份公司威悉船厂承建，于1936年2月14日下水，至同年4月6日交付使用。该艇是在第二次世界大战期间服役的德国潜艇之一，曾参加过威悉演习行动。在其五次巡逻作战中，共击沉同盟国或中立国的7艘商船和1艘辅助军舰，容积总吨累计达50,255吨。1940年8月2日左右，U-25号在泰尔斯海灵岛以北的北海水域触雷沉没，艇内49名官兵全数阵亡。

## 设计
I级潜艇是由德国军方在荷兰成立的造舰工程局基于芬兰的水妖级和西班牙的E-1级为基础设计，这是第一次世界大战后首次为纳粹德国战争海军尝试建造的远洋潜艇。该艇级仅建成了两艘I-A型艇，但不再继续生产的决定主要是基于政治考量，而非因为I级设计中的主要缺陷。虽然这些潜艇没有任何重大的设计缺陷，但由于稳定性差和下潜速度慢，它们很难操纵。该设计后来成为其他艇级——主要是VII级和IX级的发展基础。
U-25号是I-A型的首艇，其唯一的姊妹艇即U-26号。它们的全长为72.39米，舷宽6.21米，并有4.3米的吃水深度。水上和水下排水量则分别为862吨和983吨。艇只采用两台猛狮八缸1,450匹公制馬力（1,070千瓦特）柴油机用于水面运行，以及两台500匹公制馬力（370千瓦特）的BBC电动发电机用于水下航行；水面最高航速17.8節（33.0每小時），水下8.3節（15.4每小時）；能够在水面以10節（19每小時）航速续航7,900海里（14,600），或以4節（7.4每小時）连续在水下航行78海里（144）而无需充电。
在武器装备方面，U-25号内置有六具管径为533毫米的鱼雷发射管，其中艇艏四具、艇艉两具，合共配备14枚G7型鱼雷。司令塔前部的甲板上则布置了一门105毫米32式速射炮和一门20毫米30式高射炮。其标准船员编制为4名军官及39名水兵。

## 历史
U-25号最初是由海军造舰局于1934年12月17日向不来梅的德意志船舶和机械制造股份公司订购，建造序列为903。它于1935年6月28日在威悉船厂铺设龙骨，1936年2月14日下水，至同年4月6日在首度担任艇长的海军少校埃贝哈德·戈特的指挥下交付使用。入役后，该艇被编入驻威廉港的第2“扎尔茨韦德尔”潜艇区舰队，并兼任潜艇学校区舰队的教学艇直到1939年8月。在此期间，它主要从事训练任务和悬挂纳粹旗帜进行宣传。
随着第二次世界大战于1939年9月爆发，由于可用潜艇短缺，U-25号被征召参战，成为第2潜艇区舰队的前线艇，并经历了短暂但成功的战斗生涯。通过五次巡逻作战，包括曾参与的威悉演习行动和普里恩狼群，该艇合共击沉同盟国或中立国的7艘商船和1艘辅助军舰，容积总吨累计达50,255吨。

### 第一次巡逻
1939年10月18日13:20，U-25号在海军上尉维克托·许策的率领下从威廉港起航执行首次破交战巡逻，至11月13日14:20返港。在北大西洋和比斯开湾为期33天的这次行动中，该艇拦截了5艘中立船只进行违禁品管制，并击沉一艘5,874总吨的商船。受害者为法国货轮巴乌莱号（Baoulé），当时它正搭载着咖啡、可可和橡胶等物资，跟随20-K号护航船队从克里比驶往波尔多。10月31日凌晨5:25，U-25号向航行至距拉科鲁尼亚西北偏西45海里（83）处的护航队前两艘船发射了两枚鱼雷。两枚鱼雷均击中并击沉巴乌莱号，致使后者13名船员罹难。

### 第二次巡逻
第二次巡逻从1940年1月13日凌晨1:34离开威廉港开始，至2月19日下午14:20返回后结束，指挥官同样为许策上尉。 在北大西洋葡萄牙和直布罗陀沿岸为期38天的行动中，U-25号共击沉六艘船舶，累计吨位为27,335总吨。1月18日16:25分，该艇在外赫布里底群岛的北罗纳岛附近发射鱼雷击沉了容积总吨为6,873吨的瑞典货轮帕亚拉号（Pajala）。后者的护航舰——英国武装检查艇北方公爵号（HMS Northern Duke）于17:26分用火炮迫使U-25号潜水，随后又投掷了深水炸弹。它声称命中了司令塔并击沉了敌人，但U-25号实际上毫发无损。1月30日，德国油轮塔利亚号（Thalia）在加的斯港湾为U-25号加油，这是西班牙港口第一次用于此目的。

### 第三次巡逻
已晋升为海军少校的许策指挥了从1940年4月3日持续至5月6日的第三次巡逻，当时由U-25号、U-46号、U-51号、U-64号和U-65号组成的第一潜艇集群参与了德国入侵丹麦和挪威的威悉演习行动。在4月13－14日的行动期间，U-25号在对纳尔维克实施攻击时曾三度发现英国战列舰厌战号，但每次都无法调整至合适的射击阵位。该艇其后前往设得兰群岛附近航行，但由于发动机和无线电故障而不得不返回港口。在这次为期34天的巡逻中，尽管足迹遍及挪威海、纳尔维克和西峡湾区，却未能击沉或击伤任何船舶。

### 第四次巡逻
第四次巡逻于1940年6月8日中午12:00在海军上尉海因茨·贝东的指挥下离开威廉港，至当月29日夜间20:00返回。在北大西洋的比斯开湾进行的为期22天的行动中，U-25号共在水面航行4,270海里（7,910）、水下139海里（257），期间曾参与了6月12－17日的普里恩狼群行动，并击沉一艘辅助军舰以及击伤一艘商船。沉没者是注册吨位达17,046吨的英国武装商船巡洋舰斯科茨敦号，它于1940年6月13日跟随皇家海军第10巡洋分舰队巡逻期间，在距外赫布里底群岛的巴拉岛以西约80海里（150）处遭U-25号发射鱼雷击沉，造成舰上2名军官和5名水兵阵亡。这也是二战期间遭U艇击沉的最大型舰船之一。
6月19日凌晨1:28，U-25号在韦桑岛西南偏西约100海里（190）处袭击一支小型护航船队，用一枚鱼雷命中了容积总吨为7,638吨的法国油轮雾月号（Brumaire），然后潜艇与另一艘轮船相撞。其指挥塔和潜望镜均有受损，不得不中止巡逻。而同样受损的雾月号则于翌日在贝勒岛附近遭德国飞机炸沉。返航途中，U-25号曾于6月28日在北大西洋与一艘英国潜艇相遇，但双方都未发动攻击。

### 第五次巡逻
U-25号于1940年8月1日上午8:00执行第五次巡逻前往比斯开湾，但在离开威廉港后便未再报告位置，从而失踪。另一艘德国潜艇U-37号则于一天后，即8月2日15:17在泰尔斯海灵岛以北的北海水域报告从远处传来爆炸声。据推测，U-25号可能是在大约54°14′N 5°7′E / 54.233°N 5.117°E的AN-6941号海军网格处、即英国的第7水雷区内撞上了一枚水雷后沉没，艇内49名官兵全数丧生。其中一名船员的尸体于8月19日被冲上黑尔戈兰岛。

## 袭击历史摘要
| 日期           | 船名            | 船籍         | 吨位   | 结局 |
| -------------- | --------------- | ------------ | ------ | ---- |
| 1939年10月31日 | 巴乌莱号        | 法國         | 5,874  | 击沉 |
| 1940年1月17日  | 伊尼德号        | 挪威         | 1,140  | 击沉 |
| 1940年1月17日  | 波尔泽拉号      | 英国         | 4,751  | 击沉 |
| 1940年1月18日  | 帕亚拉号        | 瑞典         | 6,873  | 击沉 |
| 1940年1月22日  | 松加号          | 挪威         | 2,589  | 击沉 |
| 1940年2月3日   | 阿曼尼斯坦号    | 英国         | 6,805  | 击沉 |
| 1940年2月13日  | 沙斯丁·马斯克号 | 丹麦         | 5,177  | 击沉 |
| 1940年6月13日  | 斯科茨敦号      | 英國皇家海軍 | 17,046 | 击沉 |
| 1940年6月19日  | 雾月号          | 法國         | 7,638  | 击伤 |

## 脚注
1. 1 2 3 4  Gröner 1991，第39頁.
2. 1 2 3  威廉生，第4頁.
3. 1 2  Helgason, Guðmundur. . German U-boats of WWII - uboat.net.   [2023-08-01]. （原始内容存档于2019-12-22）.
4. 1 2  Helgason, Guðmundur. . German U-boats of WWII - uboat.net.   [2023-08-01]. （原始内容存档于2008-09-06）.
5. ↑  Helgason, Guðmundur. . German U-boats of WWII - uboat.net.   [2023-08-01]. （原始内容存档于2022-01-19）.
6. ↑  Helgason, Guðmundur. . German U-boats of WWII - uboat.net.   [2023-08-01]. （原始内容存档于2023-02-06）.
7. ↑  Helgason, Guðmundur. . German U-boats of WWII - uboat.net.   [2023-08-01]. （原始内容存档于2023-02-08）.
8. ↑  Helgason, Guðmundur. . German U-boats of WWII - uboat.net.   [2023-08-01]. （原始内容存档于2022-01-19）.
9. ↑  Helgason, Guðmundur. . German U-boats of WWII - uboat.net.   [2023-08-01]. （原始内容存档于2022-01-19）.
10. 1 2  Helgason, Guðmundur. . German U-boats of WWII - uboat.net.   [2023-08-01]. （原始内容存档于2022-01-19）.
11. ↑  Helgason, Guðmundur. . German U-boats of WWII - uboat.net.   [2023-08-01]. （原始内容存档于2020-09-22）.
12. ↑  Helgason, Guðmundur. . German U-boats of WWII - uboat.net.   [2023-08-01]. （原始内容存档于2020-05-29）.
13. ↑  Helgason, Guðmundur. . German U-boats of WWII - uboat.net.   [2023-08-01]. （原始内容存档于2022-01-19）.